# Lista de primeiras-damas do estado de Goiás
Esta é a lista que reúne as primeiras-damas do estado de Goiás, as respectivas anfitriãs do Palácio das Esmeraldas.
O termo é usado pela esposa do governador de Goiás, quando este está exercendo os plenos direitos do cargo. Em uma ocasião especial, o título pode ser aplicado a mulheres que não são esposas, quando o governador é solteiro ou viúvo. A atual primeira-dama é Gracinha Caiado, esposa do 79.º governador goiano Ronaldo Caiado. Desde 1966, as primeiras-damas de Goiás ocupam a presidência da Organização das Voluntárias de Goiás, devido à transferência de chefia pela Arquidiocese de Goiânia.
| Nº                                 | Nome                                         | Imagem                             | Início do mandato       | Fim do mandato          | Governador(a)                       | Notas e Referências           |
| ---------------------------------- | -------------------------------------------- | ---------------------------------- | ----------------------- | ----------------------- | ----------------------------------- | ----------------------------- |
| Vago; junta governativa goianense. | Vago; junta governativa goianense.           | Vago; junta governativa goianense. | 7 de dezembro de 1889   | 24 de fevereiro de 1890 | Junta governativa goianense de 1889 |                               |
| 1                                  | Josephina Annes Dias da Paixão               |                                    | 24 de fevereiro de 1890 | 20 de janeiro de 1891   | Rodolfo Gustavo da Paixão           | [ 4 ]                         |
| 2                                  | Francisca Augusta de Assis                   |                                    | 21 de janeiro de 1891   | 30 de março de 1891     | Bernardo Albernaz                   |                               |
| 3                                  | Ana Lina da Fonseca                          |                                    | 30 de março de 1891     | 20 de maio de 1891      | João Bonifácio Gomes de Siqueira    |                               |
| não encontrado.                    | não encontrado.                              | não encontrado.                    | 20 de maio de 1891      | 18 de julho de 1891     | Constâncio Ribeiro da Maia          |                               |
| 4                                  | Josephina Annes Dias da Paixão               |                                    | 18 de julho de 1891     | 7 de dezembro de 1891   | Rodolfo Gustavo da Paixão           | [ 4 ]                         |
| não encontrado.                    | não encontrado.                              | não encontrado.                    | 7 de dezembro de 1891   | 19 de fevereiro de 1892 | Constâncio Ribeiro da Maia          |                               |
| 5                                  | Virgínia Gomes Pinto                         |                                    | 19 de fevereiro de 1892 | 17 de julho de 1892     | Brás Abrantes                       |                               |
| 6                                  | Leonídia da Silveira Pinto                   |                                    | 17 de julho de 1892     | 1º de julho de 1893     | Antônio Caiado                      |                               |
| 7                                  | Amelia Augusta Gonzaga de Xavier de Brito    |                                    | 1º de julho de 1893     | 16 de julho de 1895     | José Inácio Xavier de Brito         |                               |
| 8                                  | Leonídia da Silveira Pinto                   |                                    | 16 de julho de 1895     | 18 de julho de 1895     | Antônio Caiado                      |                               |
| 9                                  | Maria Nazaré de Bulhões Jardim               |                                    | 18 de julho de 1895     | 9 de julho de 1898      | Francisco Leopoldo Rodrigues Jardim | [ 5 ]                         |
| 10                                 | Maria dos Merces Marques Fogaça              |                                    | 9 de julho de 1898      | 1º de novembro de 1898  | Bernardo Albernaz                   |                               |
| 11                                 | Leonor Adelaide de Bulhões Jardim            |                                    | 1º de novembro de 1898  | 10 de junho de 1901     | Urbano de Gouveia                   | [ 5 ]                         |
| 12                                 | Maria dos Merces Marques Fogaça              |                                    | 10 de junho de 1901     | 12 de agosto de 1901    | Bernardo Albernaz                   |                               |
| 13                                 | Amélia Lopes de Morais                       |                                    | 12 de agosto de 1901    | 14 de julho de 1905     | José Xavier de Almeida              | [ 6 ]                         |
| 14                                 | Rosa Alves de Amorim Godinho da Rocha Lima   |                                    | 14 de julho de 1905     | 11 de março de 1909     | Miguel da Rocha Lima                |                               |
| 15                                 | Filomena Constância Maria Isabel Souza       |                                    | 11 de março de 1909     | 1º de maio de 1909      | Francisco Bertoldo de Sousa         |                               |
| 16                                 | Francisca de Siqueira Batista                |                                    | 1º de maio de 1909      | 24 de julho de 1909     | José da Silva Batista               |                               |
| 17                                 | Leonor Adelaide de Bulhões Jardim            |                                    | 24 de julho de 1909     | 30 de março de 1912     | Urbano de Gouveia                   | [ 5 ]                         |
| 18                                 | Maria Carlota d’Ascenção Silveira Ramos Jubé |                                    | 30 de março de 1912     | 24 de maio de 1912      | Joaquim Rufino Ramos Jubé           |                               |
| 19                                 | Arcanja Dourado Lôbo                         |                                    | 25 de maio de 1912      | 10 de junho de 1913     | Herculano de Sousa Lobo             |                               |
| 20                                 | Maria Carlota d’Ascenção Silveira Ramos Jubé |                                    | 10 de junho de 1913     | 31 de julho de 1913     | Joaquim Rufino Ramos Jubé           |                               |
| 21                                 | Genoveva Dias de Toledo                      |                                    | 31 de julho de 1913     | 6 de julho de 1914      | Olegário Herculano da Silva Pinto   |                               |
| 22                                 | Benedita Rodrigues Vidigal                   |                                    | 6 de julho de 1914      | 30 de junho de 1915     | Salatiel Simões de Lima             |                               |
| 23                                 | Maria Carlota d’Ascenção Silveira Ramos Jubé |                                    | 30 de junho de 1915     | 6 de maio de 1916       | Joaquim Rufino Ramos Jubé           |                               |
| 24                                 | Benedita Rodrigues Vidigal                   |                                    | 6 de maio de 1916       | 13 de outubro de 1916   | Salatiel Simões de Lima             |                               |
| não encontrado.                    | não encontrado.                              | não encontrado.                    | 13 de outubro de 1916   | 9 de maio de 1917       | Aprígio José de Sousa               |                               |
| 25                                 | Benedita Rodrigues Vidigal                   |                                    | 9 de maio de 1917       | 14 de julho de 1917     | Salatiel Simões de Lima             |                               |
| não encontrado.                    | não encontrado.                              | não encontrado.                    | 14 de julho de 1917     | 21 de dezembro de 1918  | João Alves de Castro                |                               |
| 26                                 | Maria Carlota d’Ascenção Silveira Ramos Jubé |                                    | 21 de dezembro de 1918  | 24 de abril de 1919     | Joaquim Rufino Ramos Jubé           |                               |
| não encontrado.                    | não encontrado.                              | não encontrado.                    | 24 de abril de 1919     | 14 de julho de 1921     | João Alves de Castro                |                               |
| 27                                 | Diva Fagundes Caiado                         |                                    | 14 de julho de 1921     | 27 de julho de 1923     | Eugênio Rodrigues Jardim            |                               |
| 28                                 | Rosa Alves de Amorim Godinho da Rocha Lima   |                                    | 27 de julho de 1923     | 31 de março de 1924     | Miguel da Rocha Lima                |                               |
| 29                                 | Maria Carlota d’Ascenção Silveira Ramos Jubé |                                    | 31 de março de 1924     | 25 de abril de 1924     | Joaquim Rufino Ramos Jubé           |                               |
| 30                                 | Rosa Alves de Amorim Godinho da Rocha Lima   |                                    | 25 de abril de 1924     | 14 de julho de 1925     | Miguel da Rocha Lima                |                               |
| 31                                 | Noêmia Rodrigues Caiado                      |                                    | 14 de julho de 1925     | 13 de julho de 1929     | Brasil Caiado                       |                               |
| 32                                 | Maria Carlota d’Ascenção Silveira Ramos Jubé |                                    | 13 de julho de 1929     | 14 de julho de 1929     | Joaquim Rufino Ramos Jubé           |                               |
| 33                                 | Maria Marques Otero                          |                                    | 14 de julho de 1929     | 11 de agosto de 1930    | Alfredo Lopes de Morais             |                               |
| Vago; o governador era solteiro.   | Vago; o governador era solteiro.             | Vago; o governador era solteiro.   | 11 de agosto de 1930    | 27 de outubro de 1930   | Humberto Martins Ribeiro            |                               |
| 34                                 | Augusta de Carvalho Chagas                   |                                    | 27 de outubro de 1930   | 30 de outubro de 1930   | Carlos Pinheiro Chagas              |                               |
| Vago; junta governativa goiana.    | Vago; junta governativa goiana.              | Vago; junta governativa goiana.    | 30 de outubro de 1930   | 23 de novembro de 1930  | Junta governativa goiana de 1930    |                               |
| 35                                 | Gercina Borges Teixeira                      |                                    | 23 de novembro de 1930  | 3 de novembro de 1932   | Pedro Ludovico Teixeira             |                               |
| 36                                 | Maria de Aleluia Barros                      |                                    | 3 de novembro de 1932   | 20 de dezembro de 1932  | Mário de Alencastro Caiado          |                               |
| 37                                 | Gercina Borges Teixeira                      |                                    | 20 de dezembro de 1932  | 31 de julho de 1933     | Pedro Ludovico Teixeira             | [ 7 ]                         |
| 38                                 | Ana Xavier Carvalho dos Santos Azevedo       |                                    | 31 de julho de 1933     | 8 de setembro de 1933   | José Carvalho dos Santos Azevedo    |                               |
| 39                                 | Gercina Borges Teixeira                      |                                    | 8 de setembro de 1933   | 21 de junho de 1934     | Pedro Ludovico Teixeira             |                               |
| 40                                 | Geny Fleury de Barros                        |                                    | 21 de junho de 1934     | 19 de julho de 1934     | Inácio Bento de Loyola              |                               |
| 41                                 | Maria de Lurdes dos Reis Gonçalves           |                                    | 19 de julho de 1934     | 3 de agosto de 1934     | Vasco dos Reis Gonçalves            |                               |
| 42                                 | Gercina Borges Teixeira                      |                                    | 3 de agosto de 1934     | 9 de outubro de 1934    | Pedro Ludovico Teixeira             |                               |
| 43                                 | Josephina Caiado Fleury                      |                                    | 9 de outubro de 1934    | 18 de outubro de 1934   | Heitor Morais Fleury                |                               |
| 44                                 | Gercina Borges Teixeira                      |                                    | 19 de outubro de 1934   | 26 de setembro de 1935  | Pedro Ludovico Teixeira             |                               |
| 45                                 | Maria Luísa Xavier de Almeida e Melo         |                                    | 27 de setembro de 1935  | 20 de outubro de 1935   | Taciano Gomes de Mello              |                               |
| 46                                 | Gercina Borges Teixeira                      |                                    | 21 de outubro de 1935   | 6 de novembro de 1945   | Pedro Ludovico Teixeira             |                               |
| 47                                 | Antonieta Cupertino de Barros                |                                    | 6 de novembro de 1945   | 18 de fevereiro de 1946 | Eládio de Amorim                    |                               |
| 48                                 | Amasiles Xavier de Barros                    |                                    | 18 de fevereiro de 1946 | 4 de agosto de 1946     | Filipe Antônio Xavier de Barros     |                               |
| 49                                 | Célia Teixeira Silva e Sousa                 |                                    | 4 de agosto de 1946     | 18 de agosto de 1946    | Paulo Fleury da Silva e Sousa       |                               |
| 50                                 | Amasiles Xavier de Barros                    |                                    | 18 de agosto de 1946    | 12 de setembro de 1946  | Filipe Antônio Xavier de Barros     |                               |
| não encontrado.                    | não encontrado.                              | não encontrado.                    | 12 de setembro de 1946  | 22 de outubro de 1946   | Belarmino Cruvinel                  |                               |
| 51                                 | Guiomar de Grammont Machado                  |                                    | 22 de outubro de 1946   | 22 de março de 1947     | Joaquim Machado de Araújo           |                               |
| 52                                 | Ambrosina Coimbra Bueno                      |                                    | 22 de março de 1947     | 30 de junho de 1950     | Jerônimo Coimbra Bueno              | [ 8 ] [ 9 ] [ nota 1 ] [ 10 ] |
| 53                                 | Alice da Silva Guimarães                     |                                    | 30 de junho de 1950     | 30 de janeiro de 1951   | Hosanah Guimarães                   |                               |
| 54                                 | Gercina Borges Teixeira                      |                                    | 31 de janeiro de 1951   | 12 de março de 1955     | Pedro Ludovico Teixeira             | [ 11 ]                        |
| 55                                 | Iracema Caldas                               |                                    | 12 de março de 1955     | 31 de janeiro de 1959   | José Ludovico de Almeida            | [ 12 ]                        |
| 56                                 | Alda de Carvalho Ferreira                    |                                    | 31 de janeiro de 1959   | 31 de janeiro de 1961   | José Feliciano Ferreira             |                               |
| 57                                 | Maria de Lurdes Estivallet Teixeira          |                                    | 31 de janeiro de 1961   | 26 de novembro de 1964  | Mauro Borges                        |                               |
| 58                                 | Maria Aparecida Caetano da Silva             |                                    | 26 de novembro de 1964  | 23 de janeiro de 1965   | Carlos de Meira Mattos              |                               |
| 59                                 | Guiomar Vieira Moura Ribas                   |                                    | 23 de janeiro de 1965   | 31 de janeiro de 1966   | Emílio Rodrigues Ribas Júnior       |                               |
| 60                                 | Marilda Fontoura de Siqueira                 |                                    | 31 de janeiro de 1966   | 15 de março de 1971     | Otávio Lage                         | [ 13 ] [ nota 2 ]             |
| 61                                 | Maria de Lurdes Rodrigues Caiado             |                                    | 15 de março de 1971     | 15 de março de 1975     | Leonino Caiado                      |                               |
| 62                                 | Lúcia Vânia                                  |                                    | 15 de março de 1975     | 15 de janeiro de 1979   | Irapuan Costa Jr                    | [ 14 ]                        |
| 63                                 | Maria Valadão                                |                                    | 15 de março de 1979     | 15 de março de 1983     | Ary Valadão                         | [ 15 ]                        |
| 64                                 | Iris de Araújo                               |                                    | 15 de março de 1983     | 13 de fevereiro de 1986 | Iris Rezende                        | [ 16 ]                        |
| 65                                 | Lídia Quinan                                 |                                    | 13 de fevereiro de 1986 | 15 de março de 1987     | Onofre Quinan                       | [ 17 ]                        |
| 66                                 | Sônia Célia Santillo                         |                                    | 15 de marco de 1987     | 15 de março de 1991     | Henrique Santillo                   | [ 18 ]                        |
| 67                                 | Iris de Araújo                               |                                    | 15 de março de 1991     | 2 de abril de 1994      | Iris Rezende                        | [ 16 ]                        |
| 68                                 | Laci Machado de Rezende                      |                                    | 2 de abril de 1994      | 1º de janeiro de 1995   | Agenor Rezende                      | [ 19 ]                        |
| 69                                 | Sandra Vilela                                |                                    | 1º de janeiro de 1995   | 2 de abril de 1998      | Maguito Vilela                      | [ 20 ]                        |
| 70                                 | Adélia Alves de Sousa                        |                                    | 2 de abril de 1998      | 24 de novembro de 1998  | Naphtali Alves                      |                               |
| 71                                 | Lila Morais Cândido                          |                                    | 24 de novembro de 1998  | 1º de janeiro de 1999   | Helenês Cândido                     |                               |
| 72                                 | Valéria Perillo                              |                                    | 1º de janeiro de 1999   | 31 de março de 2006     | Marconi Perillo                     | [ 21 ]                        |
| 73                                 | Raquel Rodrigues                             |                                    | 31 de março de 2006     | 1º de janeiro de 2011   | Alcides Rodrigues                   | [ 22 ]                        |
| 74                                 | Valéria Perillo                              |                                    | 1º de janeiro de 2011   | 7 de abril de 2018      | Marconi Perillo                     | [ 21 ]                        |
| 75                                 | Fabrina Müller Figueiredo                    |                                    | 7 de abril de 2018      | 1º de janeiro de 2019   | José Eliton Júnior                  | [ 23 ]                        |
| 76                                 | Gracinha Caiado                              | semmoldurra                        | 1º de janeiro de 2019   | atualidade              | Ronaldo Caiado                      | [ 24 ]                        |